# Ludwig Friedrich Leopold von Gerlach
Ludwig Friedrich Leopold von Gerlach (n. 17 septembrie 1790, Berlin – d. 10 ianuarie 1861, Berlin) a fost un general de armată prusac, agiotant a lui Frederic Wilhelm al IV-lea al Prusiei și un apropriat protestant conservator a lui Otto von Bismarck. Leopold von Gerlach a fost fiul lui Carl Friedrich Leopold von Gerlach, primarul Berlinului între 1809 și 1813. El și fratele său, Ernest Ludwig von Gerlach, au format un cerc creștin germanic pentru a propaga ideile juristului elvețian Karl Ludwig von Haller.

## Biografie
Leopold s-a întors mai devreme în armată în 1806 și a participat în bătălia de Auerstaedt împotriva lui Napoleon. Ulterior, a studiat dreptul in Göttingen și Heidelberg.
În 1826, el a devenit un consilier al prințului William, viitorul împarat al Germaniei, cu care împărtășește viziunea conservatoare și religioasă. În 1838, el a devenit colonel și șef de stat major al Corpului 3, și general-maior în 1844, general-locotenent în 1849 și apoi aghiotant general al regelui Frederic Wilhelm al IV-lea. S-a retras cu gradul de general de Infanterie.
Alături de fratele său, Ernst Ludwig von Gerlach, a fost membru al Christlich-deutsche Tischgesellschaft. Frații Gerlach sunt printre cei mai influenți membri ai partidului și sunt, de asemenea, printre influenții lui Frederic Wilhelm al IV-lea, era în favoarea unui sta prusac și german bazat pe tradiții creștine.